# アダム・ハリス
アダム・ハリス（Adam Harris、1987年7月21日 ‐ ）は、ガイアナ代表として競技しているアメリカ合衆国出身の陸上競技選手。専門は短距離走。100mの自己ベストは10秒12のガイアナ記録保持者。

## 経歴
アメリカ人の父親とガイアナ人の母親の下、アメリカ合衆国で生まれ育った。
ミシガン大学時代にビッグ・テン・カンファレンスの室内と屋外の選手権でそれぞれ4度の優勝を果たすなど活躍した（室内選手権は2008年の男子60mと走幅跳、2009年の男子60mと200m。屋外選手権は2008年の男子200mと4×100mリレー、2009年の男子100mと200m）。
2013年5月18日にミラマーで開催された大会の男子100mにおいて10秒18（+0.4）をマークし、1978年にJames Gilkes、2012年にJeremy Bascomがマークした10秒19のスリナム記録を塗り替えた。
2013年6月8日にコルツネックで開催されたニュージャージー国際招待（New Jersey International Invitational）の男子100mにおいて10秒16（+0.8）をマークし、自身の持つガイアナ記録を更新した。
2014年5月17日にポートオブスペインで開催されたハンプトン国際大会（Hampton International Games）の男子100mにおいて10秒12（+0.4）をマークし、自身の持つガイアナ記録を更新した。なお、この記録は南アメリカ歴代7位タイに相当するタイムだが、なぜか南アメリカ陸上競技連盟はこの記録を歴代ランキングに入れていない。
2014年5月31日にクレアモントで開催されたPure Athletics Last Chance Meetの男子100mにおいて自身初の9秒台となる9秒90をマークしたが、風速計の故障で公認はされなかった。しかし、風はかなり強かったと同じレースで9秒74をマークしたリチャード・トンプソンも自身のツイッターで語っており、All-Athletics.comはこのレースの風速を追い風5.0と掲載している（国際陸上競技連盟は風速を未掲載）。
2015年4月25日にフィラデルフィアで開催されたペンリレーの男子4×200mリレーにおいてガイアナチームの1走を務め、1分24秒42の南アメリカ新記録樹立に貢献した。

## 自己ベスト
記録欄の（　）内の数字は風速（m/s）で、+は追い風を意味する。
| 種目   | 記録            | 年月日        | 場所               | 備考               |
| 屋外   | 屋外            | 屋外          | 屋外               | 屋外               |
| ------ | --------------- | ------------- | ------------------ | ------------------ |
| 100m   | 10秒12（+0.4）  | 2014年5月17日 | ポートオブスペイン | ガイアナ記録       |
| 100m   | 9秒90w（+5.0）  | 2014年5月31日 | クレアモント       | 追い風参考記録     |
| 200m   | 20秒60A（+0.5） | 2013年7月7日  | モレリア           | 高地記録           |
| 走幅跳 | 7m32（0.0）     | 2008年4月5日  | コロンバス         |                    |
| 走幅跳 | 7m74w（+4.0）   | 2008年5月17日 | シャンペーン       | 追い風参考記録     |
| 室内   |                 |               |                    |                    |
| 60m    | 6秒55           | 2014年2月21日 | アレンデール       | 室内ガイアナ記録   |
| 200m   | 20秒99          | 2009年3月1日  | ステートカレッジ   | 元室内ガイアナ記録 |
| 走幅跳 | 7m58            | 2008年3月1日  | マディソン         |                    |

## 主要大会成績
| 年   | 大会                                | 場所         | 種目    | 結果    | 記録           | 備考 |
| ---- | ----------------------------------- | ------------ | ------- | ------- | -------------- | ---- |
| 2008 | オリンピック                        | 北京         | 200m    | 1次予選 | 21秒36（+0.1） |      |
| 2009 | 世界選手権                          | ベルリン     | 100m    | 2次予選 | 10秒39（-0.7） |      |
| 2009 | 世界選手権                          | ベルリン     | 200m    | 1次予選 | 21秒28（-1.5） |      |
| 2010 | 中央アメリカ・カリブ海競技大会 (en) | マヤグエス   | 100m    | 予選    | 27秒49（+1.4） |      |
| 2010 | 中央アメリカ・カリブ海競技大会 (en) | マヤグエス   | 200m    | 予選    | 21秒12（-1.0） |      |
| 2010 | 英連邦競技大会 (en)                 | デリー       | 100m    | 2次予選 | 11秒88（+0.9） |      |
| 2011 | パンアメリカン競技大会 (en)         | グアダラハラ | 100m    | 予選    | 10秒62（+1.2） |      |
| 2011 | パンアメリカン競技大会 (en)         | グアダラハラ | 200m    | 予選    | 22秒45（+0.2） |      |
| 2013 | 中央アメリカ・カリブ選手権 (en)     | モレリア     | 100m    | 6位     | 10秒24（+0.5） |      |
| 2013 | 中央アメリカ・カリブ選手権 (en)     | モレリア     | 200m    | 6位     | 20秒60（+0.5） |      |
| 2013 | 世界選手権                          | モスクワ     | 100m    | 予選    | 10秒30（-0.2） |      |
| 2014 | 世界室内選手権                      | ソポト       | 60m     | 準決勝  | 6秒59          |      |
| 2014 | 英連邦競技大会 (en)                 | グラスゴー   | 100m    | 準決勝  | 10秒23（+0.7） |      |
| 2014 | 英連邦競技大会 (en)                 | グラスゴー   | 200m    | 予選    | 21秒19（+1.5） |      |
| 2014 | 英連邦競技大会 (en)                 | グラスゴー   | 4x100mR | 予選    | DQ（4走）      |      |
| 2014 | 中央アメリカ・カリブ海競技大会 (en) | ハラパ       | 100m    | 予選    | 10秒75（-0.7） |      |
| 2014 | 中央アメリカ・カリブ海競技大会 (en) | ハラパ       | 4x100mR | 5位     | 39秒74（4走）  |      |
| 2015 | パンアメリカン競技大会 (en)         | トロント     | 100m    | 予選    | DNF            |      |
| 2016 | 世界室内選手権                      | ポートランド | 60m     | 予選    | 6秒82          |      |